# Gare de Nodeland
La gare de Nodeland  est une gare ferroviaire norvégienne de la ligne du Sørland, située sur le territoire de la commune de Songdalen dans le comté d'Agder.
Elle est mise en service en 1943.
C'est une halte voyageurs, arrêt à la demande des trains régionaux.

## Situation ferroviaire
La gare de Nodeland est située au point kilométrique (PK) 375,29 de la ligne du Sørland, entre les gares ouvertes de Kristiansand et de Breland.

## Histoire
Cette gare a été construite durant la Seconde Guerre Mondiale lors de l'occupation de la Norvège par le Troisième Reich. Le bâtiment a été achevé en 1942 d'après les plans du  NSB Arkitektkontor. Les premiers trains ont circulé le 17 septembre 1943, et les premières lignes régulières le 1er mars 1944. L'électrification eut lieu le 16 mai 1946, dans le cadre de l'électrification de la gare de Marnardal à la  gare de Kristiansand.
Un système de verrouillage est devenu opérationnel le 9 octobre 1969, permettant à la station de devenir contrôlé à distance à partir du 19 novembre 1969. La station est devenue une halte sans personnel à partir du 1er juin 1970.

## Service des voyageurs

### Accueil
C'est un point d'arrêt non géré (PANG) à accès libre.

### Desserte
Nodeland est un arrêt « à la demande » les trains régionaux, ils ne marquent l'arrêt que s'il y a au moins un voyageur à descendre ou à monter.